# Бойд Рейт
Бойд Рейт (нід. Boyd Reith, нар. 5 травня 1999, Роттердам, Нідерланди) — нідерландський футболіст, фланговий захисник роттердамської «Спарти».

## Ігрова кар'єра

### Клубна
Бойд Рейт є вихованцем клубної академії роттердамського «Феєнорда». На дорослому рівні футболіст почав свої виступи в сезоні 2019/20 в резервному складі іншого клубу з Роттердама — «Йонг Спарта».
В серпні 2020 року захисник перейшов до складу «Гелмонд Спорт» і 29 серпня відбувся його дебют на професійному рівні в турнірі Другого дивізіону чемпіонату Нідерландів. Провівши в клубі два сезони, футболіст відмовився від пропозиції продовження контракту і влітку 2022 року як вільний агент приєднався до клубу Еерстедивізі «Рода» з Керкраде. В сезоні 2023/24 в складі «Роди» Рейт посів третє місце в Другому дивізіоні але його команда не пройшла перехідний плей - оф.
Влітку 2024 року Рейт повернувся до роттердамської «Спарти», підписавши з клубом контракт на три роки. І 11 серпня у матчі Ередивізі проти «Гераклеса» футболіст зіграв першу гру у Вищому дивізіоні.

### Збірна
В період з 2015 по 2016 роки Бойд Рейт провів дев'ять матчів в складі збірної Нідерландів (U-17).